# Александровка (Подольский район)
Алекса́ндровка (укр. Олександрівка) — село, относится к Подольскому району Одесской области Украины.
Население по переписи 2001 года составляло 410 человек. Почтовый индекс — 66351. Телефонный код — 4862. Занимает площадь 1,35 км². Код КОАТУУ — 5122983803.

## Местный совет
66350, Одесская обл., Подольский р-н, с. Куяльник, ул. Ленина, 26а